# Satyrus poeas
Satyrus poeas är en fjärilsart som beskrevs av Arnold Spuler 1908. Satyrus poeas ingår i släktet Satyrus och familjen praktfjärilar. Inga underarter finns listade.